# دلالات قلبية
الدلالات القلبية أو مؤشرات القلب هي دلالات حيوية يتم قياسها لتقييم وظيفة القلب، وغالباً ما تتم مناقشتها في سياق احتشاء عضلة القلب، ولكن يمكن أن تؤدي حالات أخرى إلى ارتفاع في مستوى ات دلالات القلب.
معظم الدلالات المبكرة التي تم تحديدها كانت عبارة عن إنزيمات، ونتيجة لذلك أصبح يُستخدم مصطلح «إنزيمات القلب» أحيانًا. ومع ذلك، ليست كل الدلالات المستخدمة حاليًا إنزيمات، على سبيل المثال، في الاستخدام الرسمي لن يتم سرد تروبونين كإنزيم قلبي.

## التطبيق والقياس
يُمكن اعتبار قياس الدلالات الحيوية القلبية بمثابة خطوة نحو تشخيص الحالة. في حين أن التصوير الطبي للقلب غالباً ما يؤكد التشخيص، ويمكن لقياسات الدلالات الحيوية البسيطة والرخيصة أن تنصح الطبيب ما إذا كانت هناك حاجة لإجراءات أكثر تعقيدا أو توغلا. في العديد من الحالات تنصح الجمعيات الطبية الأطباء بوضع قياسات الدللالات الحيوية كاختيار أولي، خاصة في المرضى المعرضين لخطر الموت بسبب أمراض القلب.

## الأنواع
تشمل أنواع دلالات القلب ما يلي:
| الاختبار | الحساسية والنوعية | الذروة التقريبية | الوصف |
| -------- | --- | ---------------- | --- |
| تروبونين | الاختبار الأكثر حساسية ونوعية لضرر عضلة القلب. نظرًا لزادية نوعيته مقارنةً بكيناز الكرياتين القلبي، ولذلك فهو أفهو دلالة مميزة لإصابة القلب. | 12 ساعة          | يتم إطلاق التروبونين أثناء احتشاء عضل القلب من سيتوبلازم الخلايا العضلية. ويزداد إطلاقة لاحقا مع تدهور خيوط الأكتين والميوسين. الأشكال الإسوية من البروتين، تروبونين I وتروبونين تي، محددة لعضلة القلب. التشخيص التفريقي لارتفاع تروبونين يشمل الاحتشاء الحاد، انسداد رئوي حاد يسبب فشل حاد في الجزء الأيمن للقلب، فشل القلب، التهاب عضلة القلب. يمكن للتروبونين أيضا أن يقدر حجم الاحتشاء ولكن يجب قياس ذروته في اليوم الثالث. بعد إصابة عضلة القلب، يتم إطلاق التروبونين في غضون 2-4 ساعات ويستمر لمدة تصل إلى 7 أيام. |